# Tía Hán và lam Hán

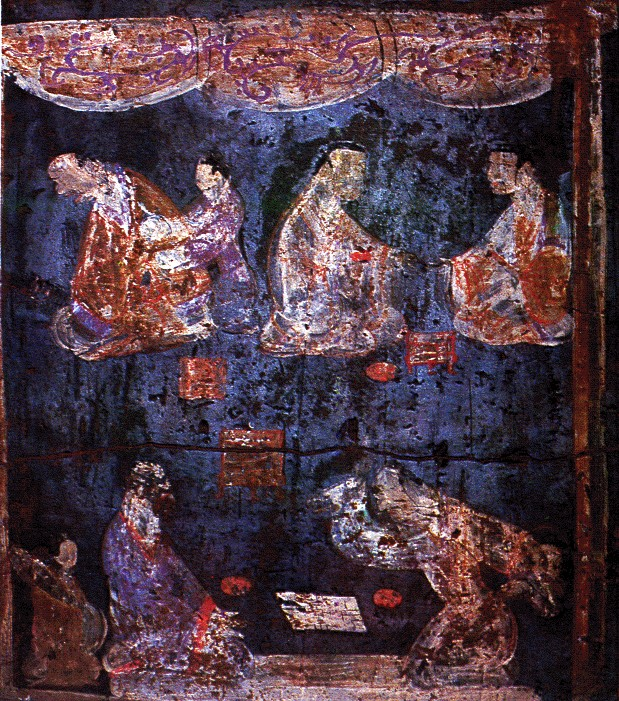
Chi tiết bích họa từ một ngôi mộ thời Đông Hán gần Lạc Dương, Hà Nam chỉ ra hai người đang chơi lục bác, chứa cả chất màu lam Hán và chất màu tía Hán.

Tía Hán và lam Hán là các chất màu bari đồng silicat tổng hợp được phát triển, sản xuất tại Trung Quốc và sử dụng ở Trung Quốc cổ đại từ thời Tây Chu (1045–771 TCN) cho đến cuối thời Hán (khoảng năm 220).

## Tên gọi
Trong các bài báo công bố năm 1983 và 1992, Elisabeth West FitzHugh và Lynda A. Zycherman đề xuất các tên gọi Han blue (nghĩa đen: màu lam Hán) và Han purple (nghĩa đen: màu tía Hán) để chỉ các chất màu trang trí trên các cổ vật gốm, đồng và các thỏi hình lăng trụ bát giác màu lam tía có niên đại từ thời Chiến Quốc tới thời Hán. Tuy nhiên, các tài liệu tiếng Trung gọi hai màu này là 漢藍 (Hán lam, nghĩa là màu lam Hán) và 漢紫 (Hán tử, nghĩa là màu tía/tím Hán). Chúng cũng được gọi tương ứng là 中國藍 (Trung Quốc lam, nghĩa là màu lam Trung Quốc) và 中國紫 (Trung Quốc tử, nghĩa là màu tía/tím Trung Quốc). Trong bài này gọi các chất màu này tương ứng là tía Hán và lam Hán theo đề xuất của các bài báo gốc.

## Màu sắc
Azurit là chất màu lam tự nhiên duy nhất ở Trung Hoa cổ đại. Người Trung Hoa cổ đại dường như không sử dụng chất màu tía tự nhiên và là những người đầu tiên phát triển chất màu tía tổng hợp.
Lam Hán trong dạng tinh khiết của nó, như tên gọi gợi ý, có màu xanh lam. Tía Hán trong dạng tinh khiết của nó thực sự có màu lam sẫm, gần với màu chàm điện. Nó là màu tía theo cách thức được sử dụng trong tiếng Việt thông tục, nghĩa là màu nằm giữa đỏ và lam. Tuy nhiên, nó không phải là màu tía theo cách thức được sử dụng trong lý thuyết màu, nghĩa là màu không quang phổ nằm giữa đỏ và tím trên 'vạch tía' trong biểu đồ sắc độ CIE. Có lẽ tên gọi chính xác nhất để chỉ màu này nên là 'chàm Hán', mặc dù nó cũng có thể được coi như là sắc thái sáng của màu lam sẫm (phân loại lam sẫm như là một màu chứ không phải là chất màu).
Màu tía được nhìn thấy trong các mẫu vật màu tía Hán được tạo ra nhờ sự có mặt của đồng(I) Oxide (Cu2O) màu đỏ được hình thành khi chất màu tía Hán phân hủy (đỏ và lam phối trộn tạo ra tía). Sự phân hủy chất màu tía Hán để tạo ra đồng(I) Oxide là:
3 BaCuSi2O6 → BaCuSi4O10 + 2 BaSiO3 + 2 CuO
Với nhiệt độ cao hơn 1.050 °C thì CuO đồng(II) Oxide phân hủy thành đồng(I) Oxide:
4 CuO → 2 Cu2O + O2

## Hóa học
Tía Hán và lam Hán là tương tự ở nhiều tính chất vật lý, cho phép pha trộn chúng với nhau.
Về mặt hóa học, cả tía Hán lẫn lam Hán đều là bari đồng silicat (chứa bari, đồng, silic và oxy). Tuy nhiên, chúng khác nhau về công thức, cấu trúc và tính chất hóa học.

### Công thức và cấu trúc phân tử
Tía Hán có công thức hóa học BaCuSi2O6. Nó có cấu trúc lớp với silicat vòng 4 cô lập, và chứa liên kết đồng-đồng làm cho hợp chất này kém ổn định hơn so với lam Hán (các liên kết kim loại-kim loại là hiếm gặp).
Lam Hán có công thức hóa học BaCuSi4O10 và năm 1993 người ta phát hiện được khoáng vật hiếm gặp trong tự nhiên ở Nam Phi có công thức như vậy, gọi là effenbergerit. Lam Hán, giống như tía Hán, có cấu trúc lớp với silicat tạo thành khung cấu trúc. Tuy nhiên, lam Hán ổn định hơn do các đặc trưng cấu trúc, như:
- Nó giàu silica hơn.[8]
- Mỗi silicat vòng 4 liên kết với 4 silicat khác ở mức cận kề, theo kiểu đường zig-zag.[6]
- Các ion đồng được giữ rất chặt bên trong cấu trúc silicat ổn định.[4]

### Tính chất
Tía Hán kém ổn định về mặt hóa học và nhiệt so với lam Hán. Nó bay màu và phân hủy trong axit loãng. Tía Hán bắt đầu phân hủy ở nhiệt độ trên 1.050–1.100 °C và tạo thành thủy tinh màu đen ánh lục ở khoảng 1.200 °C. Nó trở thành có ánh tía nhiều hơn khi được nghiền.
Lam Hán là ổn định hơn về mặt hóa học và nhiệt so với tía Hán. Nó không bị phá hủy trong axit loãng, và trở thành có ánh lam nhiều hơn khi được nghiền.

## Tính chất kỳ dị và ứng dụng siêu dẫn, tính toán lượng tử
Năm 2006 các nhà khoa học tại Stanford, Phòng thí nghiệm Quốc gia Los Alamos và Viện Vật lý Trạng thái rắn (Đại học Tokyo) chỉ ra rằng tía Hán "mất số chiều" trong các điều kiện thích hợp khi nó rơi vào trạng thái mới, như ngưng tụ Bose-Einstein. Các nhà nghiên cứu lưu ý rằng:
| “ | Lần đầu tiên chúng tôi đã chỉ ra rằng hành vi tập thể trong một vật liệu ba chiều rời rạc có thể thực sự xảy ra chỉ trong hai chiều. Tính chiều [không gian] thấp là một thành phần quan trọng trong nhiều lý thuyết kỳ lạ nhằm mô tả các hiện tượng khó hiểu khác nhau, bao gồm tính siêu dẫn nhiệt độ cao, nhưng cho đến nay vẫn chưa có ví dụ rõ ràng nào về 'sự giảm chiều' trong vật liệu thực. | ” |

Nghiên cứu này cũng ám chỉ đến các ứng dụng tiềm năng cho tính toán lượng tử. Trong các máy tính thông thường thì điện tích electron vận chuyển thông tin, nhưng spin của electron trong tương lai có thể đóng một vai trò tương tự trong các thiết bị "spin điện tử":
| “ | … các dòng spin có khả năng mang nhiều thông tin hơn dòng điện tích thông thường - điều này làm cho chúng trở thành phương tiện lý tưởng để vận chuyển thông tin trong các ứng dụng tương lai như điện toán lượng tử…. tập trung vào các vật liệu mới với các tính chất từ tính và điện tử khác thường. Tía Hán đã được tổng hợp lần đầu tiên cách đây hơn 2.500 năm, nhưng chỉ gần đây chúng ta mới khám phá ra hành vi từ tính của nó kỳ lạ như thế nào. Nó khiến bạn tự hỏi liệu có những vật liệu nào khác ngoài kia mà chúng ta thậm chí còn chưa bắt đầu khám phá. | ” |

## Sản xuất
Sản xuất phụ thuộc vào nguyên liệu thô, tỷ lệ của chúng, chất trợ dung, nhiệt độ, môi trường và thời gian phản ứng. Sản xuất các chất màu này dường như tập trung ở miền bắc Trung Quốc, khoảng 200–300 km (120–190 mi) về phía bắc thành phố Tây An. Đây là khu vực với các khoáng sàng lớn của các nguyên liệu thô đầu vào. Không có bất kỳ ghi chép nào về việc sản xuất chất màu tía Hán hay lam Hán, vì thế thông tin về sản xuất là thu được từ thực nghiệm.

### Nguyên liệu thô
Các nguyên liệu thô cần thiết là khoáng vật của bari, của đồng, thạch anh và muối chì. Người ta không rõ là các khoáng vật này được sử dụng ngay dưới dạng tự nhiên hay được xử lý trước, do không có chứng cứ nào về việc xử lý cả.
Nguồn bari hoặc là witherit (BaCO3) hay baryt (BaSO4). Do witherit khá khan hiếm nên baryt có lẽ là nguồn bari nguyên liệu. Baryt có tốc độ phân hủy chậm và vì thế phù hợp để sản xuất lam Hán. Ngược lại, witherit phù hợp để sản xuất tía Hán. Trong sử dụng baryt thì các hợp chất/muối chì (như chì cacbonat hay chì(II) Oxide) có thể là cần thiết để làm tăng hiệu suất. Chì được phát hiện là gắn với tía Hán và lam Hán.
Chì có vai trò như một chất xúc tác trong phân hủy các khoáng vật bari cũng như có vai trò của chất trợ dung. Lượng chì cũng có vai trò quan trọng. Quá nhiều chì (trên 5%) gây nóng chảy một phần và hình thành thủy tinh ở nhiệt độ trên 1.000 °C.
Vai trò của chì là:
BaSO4 + PbO ⇌ PbSO4 + BaO

### Quy trình sản xuất
Sản xuất lam Hán sử dụng witherit như sau:
Cu2(CO3)(OH)2 + 8 SiO2 + 2 BaCO3 → 2 BaCuSi4O10 + 3 CO2 + H2O
Phản ứng trạng thái rắn để tạo ra các bari đồng silicat bắt đầu ở nhiệt độ khoảng 900 °C. Tía Hán được hình thành nhanh nhất. Lam Hán hình thành khi có dư silica và thời gian phản ứng lâu hơn. Sản xuất của người Trung Quốc thời cổ đại nói chung tạo ra hỗn hợp của các hạt tía Hán và lam Hán theo các tỷ lệ khác nhau, nhưng màu thuần khiết đôi khi cũng được sản xuất. Lam Hán có thể đã được sản xuất đến mức nóng chảy, nhưng tía Hán thì không tạo thành thể nóng chảy đồng nhất, vì thế có thể người ta đã sử dụng phương thức thiêu kết để sản xuất nó.
Nung kéo dài làm cho tía Hán bị phá hủy và tạo thành lam Hán:
3 BaCuSi2O6 → BaCuSi4O10 + 2 BaSiO3 + 2 CuO
Nhiệt độ cần thiết phải khá cao (khoảng 900–1.000 °C) và duy trì nhiệt độ này trong thời gian dài. Tía Hán là nhạy cảm nhiệt, vì thế nhiệt độ để sản xuất tía Hán cần phải khá ổn định (±50 °C). Lam Hán ít nhạy cảm với nhiệt độ hơn. Trong các điều kiện phù hợp, sản xuất tía Hán phải mất 10–24 giờ, trong khi lam Hán đòi hỏi gấp đôi khoảng thời gian này.
Nhiệt độ có thể đã được kiểm soát bằng cách thử nghiệm các vật liệu nung, kích thước, hình dạng và vật liệu làm lò nung cũng như kiểm soát môi trường lò nung. Công nghệ để đạt được và duy trì nhiệt độ cao có thể đã được biết đến từ sản xuất kim loại và gốm, như sự sử dụng tiềm năng của các ống bễ kép như được sử dụng trong sản xuất kim loại.

## So sánh
| Chỉ tiêu                       | Tía Hán                   | Lam Hán                    |
| ------------------------------ | ------------------------- | -------------------------- |
| Công thức hóa học              | BaCuSi2O6 BaO.CuO.(SiO2)2 | BaCuSi4O10 BaO.CuO.(SiO2)4 |
| Nhiệt độ tối thiểu để sản xuất | 900–1.000 °C              | Khoảng 1.000 °C            |
| Thời gian sản xuất             | 10–24 h                   | 20–48 h                    |
| Nhiệt độ phân hủy              | 1.050–1.100 °C            | > 1.200 °C                 |
| Ổn định nhiệt?                 | Không                     | Có                         |
| Ổn định trong axit?            | Không                     | Có                         |
| Sẫm màu khi nghiền?            | Có                        | Có                         |